# 醋氨苯砜
醋氨苯砜（英语：Acedapsone）是一种抗菌药物，也具有抗疟活性。
醋氨苯砜是双乙酰氨苯砜的INN名。其于1937年由埃内斯特·富尔诺和他的团队在巴斯德研究所药物化学实验室合成开发，并由罗纳-普朗克公司以Rodilone的名称上市销售。
它是氨苯砜的长效前药，可用于治疗麻风病。
它从乙醚中结晶为浅黄色针状，从稀乙醇中结晶为小叶状。它微溶于水。

## 合成

醋氨苯砜合成：

醋氨苯砜可通过氨苯砜的乙酰化方便地制备。